# MCCD1
MCCD1 (англ. Mitochondrial coiled-coil domain 1) – білок, який кодується однойменним геном, розташованим у людей на 6-й хромосомі. Довжина поліпептидного ланцюга білка становить 119 амінокислот, а молекулярна маса — 13 259.
| 10         |  | 20         |  | 30         |  | 40         |  | 50         |
| ---------- |  | ---------- |  | ---------- |  | ---------- |  | ---------- |
| MVLPLPWLSR |  | YHFLRLLLPS |  | WSLAPQGSHG |  | CCSQNPKASM |  | EEQTSSRGNG |
| KMTSPPRGPG |  | THRTAELARA |  | EELLEQQLEL |  | YQALLEGQEG |  | AWEAQALVLK |
| IQKLKEQMRR |  | HQESLGGGA  |  |            |  |            |  |            |

A: Аланін

C: Цистеїн

E: Глутамінова кислота

F: Фенілаланін

G: Гліцин

H: Гістидин

I: Ізолейцин

K: Лізин

L: Лейцин

M: Метіонін

N: Аспарагін

P: Пролін

Q: Глутамін

R: Аргінін

S: Серин

T: Треонін

V: Валін

W: Триптофан

Локалізований у мітохондрії.